# Bidens beckii
Bidens beckii là một loài thực vật có hoa trong họ Cúc. Loài này được Torr. ex Spreng. mô tả khoa học đầu tiên năm 1821.